# محله هوایی لا چولیا
محله هوایی لا چولیا  (به انگلیسی: La Cholla Airpark) یک فرودگاه خصوصی بهره‌برداری هوایی است که یک باند فرود آسفالت دارد و طول باند آن ۱۳۷۲ متر است. این فرودگاه در شهر توسان کشور ایالات متحده آمریکا قرار دارد و در ارتفاع ۸۹۶ متری از سطح دریا واقع شده است.